# Cladanthus flahaultii
Cladanthus flahaultii là một loài thực vật có hoa trong họ Cúc. Loài này được (Emb.) Oberpr. & Vogt mô tả khoa học đầu tiên năm 2002.